# Bartosz Obuchowicz
Bartosz Obuchowicz (ur. 3 marca 1982 w Warszawie) – polski aktor.

## Życiorys

### Edukacja
W 2001 studiował psychologię, jednak po dwóch latach zrezygnował z dalszych studiów na rzecz nauki w Szkole Aktorskiej Haliny i Jana Machulskich.

### Kariera zawodowa
Kiedy miał osiem lat, zaczął uczęszczać na zajęcia do teatru tańca i muzyki, po czym trafił do tanecznej grupy hip-hopowej Tintilo. W młodości przez dwa lata grał koszykarskiej sekcji Legii Warszawa. Występował również w musicalach oraz grał w spotach reklamowych (m.in. sieci fast foodów Pizza Hut). Zagrał również Nemeczka, głównego bohatera spektaklu Teatru Telewizji Chłopcy z Placu Broni w reż. Macieja Dejczera. Wraz z przyjaciółmi założył Teatr ZOO, z którym wystawił w Teatrze Nowym spektakl Guwernantki w reż. Roberta Kuderskiego.
Za główną rolę Huberta w filmie Cwał (1995) otrzymał nagrodę indywidualną za rolę dziecięcą na 21. Festiwalu Polskich Filmów Fabularnych w Gdyni. W latach 1997–1999 współprowadził z Jackiem Łączyńskim program TVN Rzut za 3, w którym opowiadał o koszykówce. Zagrał również m.in. Fryderyka w jednym z odcinków serialu 13 posterunku (1997).
W 1999 zaczął występować w roli Tomasza Burskiego w Na dobre i na złe, który zapewnił mu największą rozpoznawalność. Za rolę w Stacji (2001) otrzymał nagrodę dla najlepszego aktora drugoplanowego na 26. Festiwalu Polskich Filmów Fabularnych w Gdyni. Zagrał również m.in. główną rolę Marcina Makowskiego w filmie Haker (2002) i Darka w serialu Julia (2012).
Jest także aktorem dubbingowym, użyczył głosu m.in. Zeke’owi w polskiej wersji filmów z serii High School Musical oraz Stanowi Marshowi w kilku sezonach polskojęzycznej wersji animacji Miasteczko South Park.
W 2007 uczestniczył w piątej edycji programu rozrywkowego TVN Taniec z gwiazdami i choć w parze z Kingą Jurecką byli jednymi z głównych faworytów do wygranej, odpadli w siódmym odcinku, zajmując piąte miejsce. Do 2010 prowadził program Brejk na kanale ZigZap. Bierze udział w zawodach Rallycross.

### Życie prywatne
Jego żoną jest psycholożka Katarzyna Sobczyńska, z którą ma trzy córki: Mariannę, Marcelinę i Michalinę.

## Filmografia

### Filmy i seriale
- 2024: Korona królów. Jagiellonowie – Jan z Czyżowa
- 2021: Bartkowiak – manager Steppy’ego D
- 2021-2022: Kowalscy kontra Kowalscy – Stefan
- 2020: Zenek – Barman
- 2019–2020: Zawsze warto – Krzywy
- 2019: Mowa Ptaków – nauczyciel WF-u
- 2019: Underdog – Mądrala
- 2019: Polityka – Paweł
- 2017: Dziewczyny ze Lwowa – tajniak
- 2017: Listy do M. 3 – Pingwin
- 2016: Druga szansa – raper Dipol
- 2015: Komisarz Alex – Konrad Fiszer (odc. 84)
- 2015: Pierwsza miłość – Cyryl klient pabu BarBarian, kandydat na ojca dziecka Beaty Mazur
- 2015: Ojciec Mateusz – Paweł Jakiewicz (odc. 185)
- 2015: Słaba płeć? – diler
- 2014: Na krawędzi 2 – obsada aktorska (odc. 1)
- 2014: Ojciec Mateusz – Krzysiek Mróz, brat Kasi (odc. 154)
- 2013: Tajemnica Westerplatte – porucznik Leon Pająk
- 2012: Misja Afganistan – Antek Hołubiczko, brat Młodego
- 2012: Prawo Agaty – Jacek Bartosik (odc. 9)
- 2012–2014: Piąty Stadion – Zibi lub Stary
- 2012: Misja Afganistan – Antek Hołubiczko, brat „Młodego” (odc. 4, 13)
- 2012: Julia – Darek Nogaj
- 2011: Prosto w serce – Darek Jagódka (odc. 47–49, 161)
- 2011: Ojciec Mateusz – Darek Wójcicki (odc. 80)
- 2010: Czas honoru – jako komunista Kraśko (odc. 29–36, 38)
- 2009: Plebania – Jarek (odc. 1409, 1410)
- 2009: Przystań – Antek (odc. 11)
- 2008: Senność – Bystry
- 2008: Jeszcze raz – Krzysiek
- 2007: Odwróceni – żołnierz „Cygi” i „Blachy” (nie występuje w napisach) (odc. 4, 8, 13)[3][4][5]
- 2007: Kryminalni – Karol Molęda (odc. 82)
- 2007: Hela w opałach – Klaudiusz, kuzyn Romana (odc. 30, 38)
- 2006–2007: Pogoda na piątek – Działa
- 2006: Ja wam pokażę! – Filip, chłopak Tosi
- 2006: Komu wierzycie? (spektakl telewizyjny) – obsada aktorska
- 2005: Czas surferów – Bonus
- 2005: Pogromcze mitów – złodziej
- 2002: Haker – Marcin Makowski „Mac Fly”
- 2003: Kasia i Tomek – sprzedawca w sklepie muzycznym (tylko głos; odc. 23, seria II)
- 2001: Stacja – Marek Banan, pracownik stacji
- 2000: Siedemnastolatek – William Baxter
- 2000: Tajemnica zwyczajnego domu – Adam
- 2000: Klasa na obcasach – Filipek (odc. pt. Oko ra)
- 2000: Wielkie rzeczy: Gra – Artur, syn Jerzego (odc. Gra)
- 2000: Miodowe lata – chłopak (odc. 61)
- 1999–2011: Na dobre i na złe – Tomasz Burski
- 1999: Ogniem i mieczem – obsada aktorska
- 1997: 13 posterunek – Fryderyk (odc. 6)
- 1997: Dom – Krzyś Talar, syn Ewy i Andrzeja (odc. 19–20)
- 1997: Legenda o świętym Wojcichu – chłopiec
- 1997: Piękno (spektakl telewizyjny) – Pietia
- 1997: Spellbinder. Land of the Dragon lord – Buy (odc. 16)
- 1997: Szara róża – Złodziej
- 1997: W krainie Władcy Smoków – Buy
- 1997: Wiórek – Łysy
- 1997: Sława i chwała – Kacuś, członek konspiracyjnego harcerstwa (odc. 7)
- 1996: Tajemnica Sagali – Hort
- 1996: Bar Atlantic – zbieracz butelek (odc. 13)
- 1996: Gry uliczne – syn Anny i Tadeusza
- 1995: Cwał – Hubert
- 1995: Chłopcy z placu broni – Nemeczek
- 1994: Gdyby... – chłopiec

### Dubbing
- 2016: Trolle – król Gryzek
- 2013: South Park (serie XIV–XVI) – Stan Marsh
- 2011: Happy Feet: Tupot małych stóp 2 – Mambo
- 2011: Liceum Avalon – Lance Benwick
- 2010: Randka z gwiazdą – Stubby
- 2008: High School Musical 3: Ostatnia klasa – Zeke
- 2008: Małpy w kosmosie – Kometa
- 2007: High School Musical 2 – Zeke
- 2006: Hannah Montana – Cooper
- 2006: Happy Feet: Tupot małych stóp – Mambo
- 2006: High School Musical – Zeke
- 2006: Mój brat niedźwiedź 2 – Kenai
- 2006: Klasa 3000 – Philly Phil
- 2004: Scooby-Doo 2: Potwory na gigancie – Patrick
- 2003: Mój brat niedźwiedź – Kenai

### Programy telewizyjne
- 2016: Przygarnij mnie (TVP2) – uczestnik programu
- 2010: Brejk (ZigZap) – prowadzący program
- 2007: Taniec z gwiazdami (TVN) – uczestnik programu; w parze z Kingą Jurecką zajął 5. miejsce
- 1997-1999: Rzut za 3 (TVN) – współprowadzący program z Jackiem Łączyńskim

## Nagrody
- Nagroda na FPFF w Gdyni
  - Najlepsza rola dziecięca: 1996: Cwał
  - Najlepsza drugoplanowa rola męska: 2001: Stacja